# Marian Gorzkowski (żołnierz)
Marian Gorzkowski ps. „Szary” (ur. 26 stycznia 1915 w Warszawie, zm. 17 sierpnia 1992 tamże) – żołnierz Wojska Polskiego i Armii Krajowej, uczestnik kampanii wrześniowej i powstania warszawskiego, kawaler Krzyża Srebrnego Orderu Virtuti Militari.

## Życiorys
Urodził się w rodzinie Antoniego i Heleny z d. Grudowska. Absolwent gimnazjum i późniejszy działacz harcerski.
Podczas kampanii wrześniowej walczył w składzie batalionu chemicznego SGO „Polesie”. Po zakończeniu walk dostał się do niewoli sowieckiej z której udało mu się uciec.
Od 1940 należał do konspiracji w Szefostwie Służby Uzbrojenia KG AK. Brał udział w powstaniu warszawskim w składzie Zgrupowania „Leśnik”. Walczył na terenach Woli, Muranowa, Nowego i Starego Miasta. Za te walki został odznaczony Krzyżem Srebrnym Orderu Wojennego Virtuti Militari. Po upadku powstania jeniec różnych oflagów niemieckich.
Po 1945 osiedlił się w Nowej Zelandii. Zmarł w Warszawie, został pochowany na Cmentarzu Powązkowskim.

## Ordery i odznaczenia
- Krzyż Srebrny Orderu Virtuti Militari (rozkaz nr 20 z 30.08.1944)[2]
- Krzyż Walecznych – czterokrotnie[2]